# عزيز كند (أختاتشي)
عزیز کند (بالفارسية: عزیزکند) هي قرية تقع في إيران في قسم أختاتشي الريفي (مقاطعة بوكان). يقدر عدد سكانها بـ 210 نسمة بحسب إحصاء 2016.